# 想见你 (AKB48单曲)

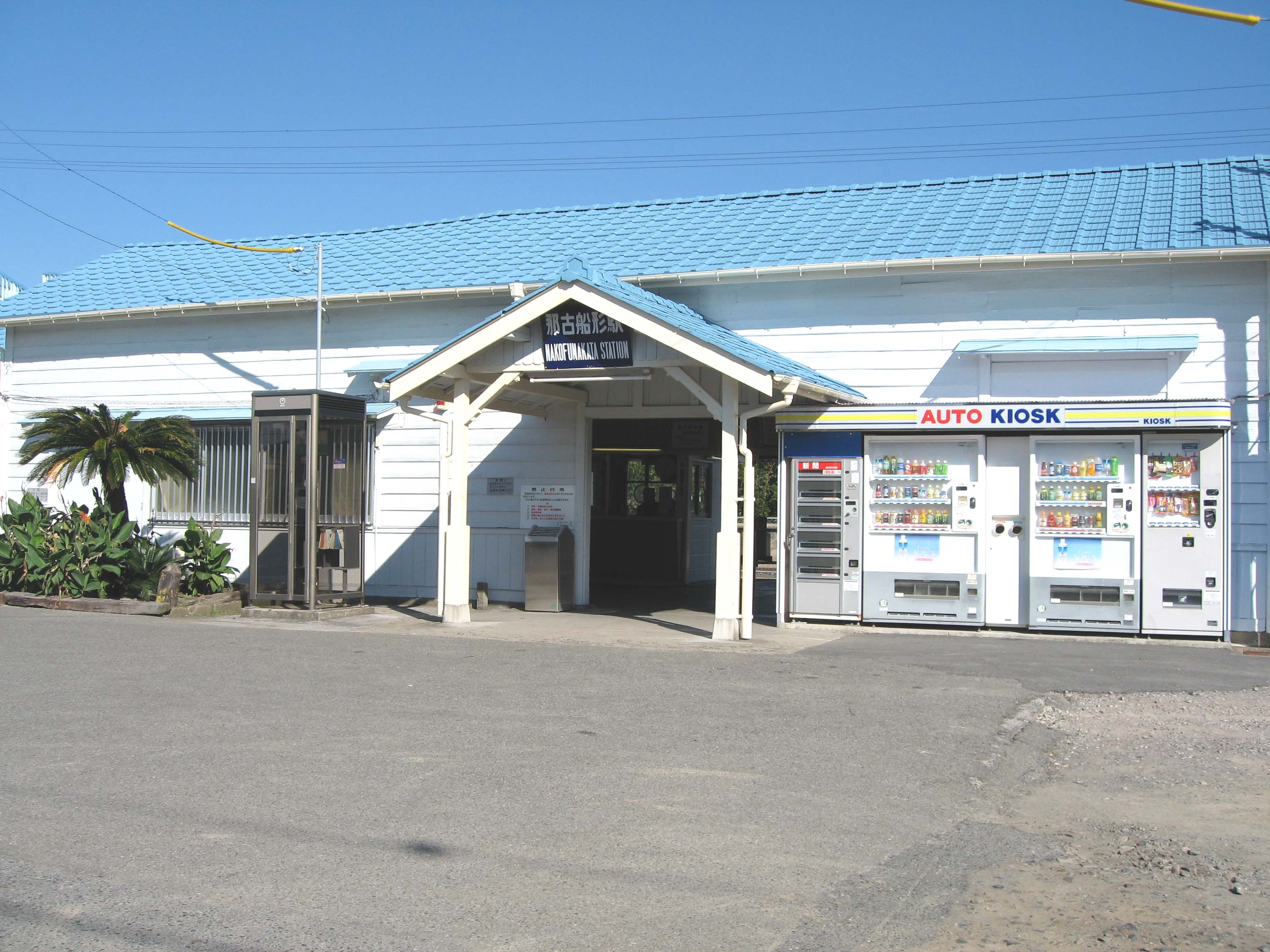
进行PV拍摄的JR那古船形站

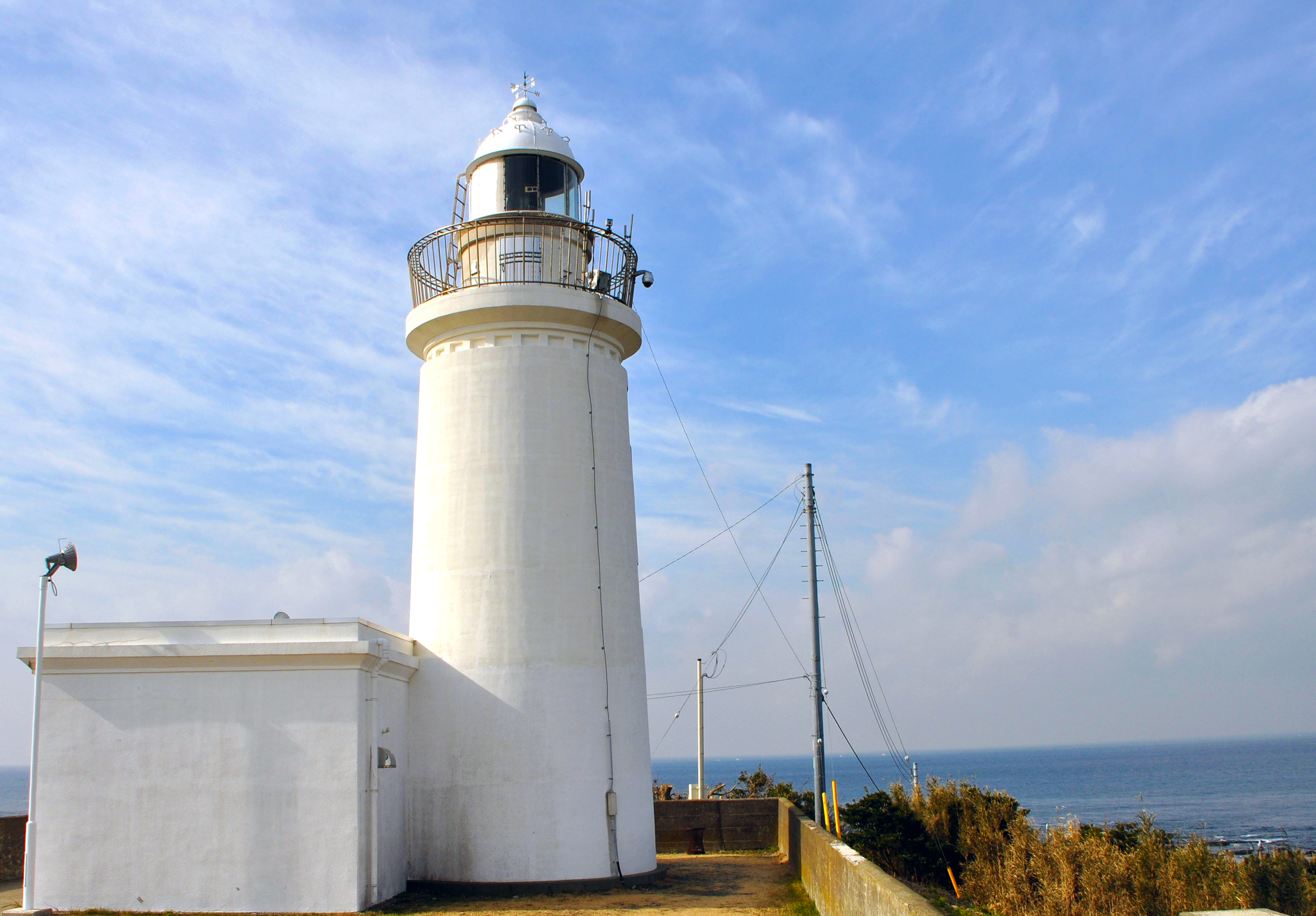
本作PV中登场的洲崎灯台

《想见你》（日語：会いたかった），是AKB48的第1张单曲。 由DefSTAR Records于2006年10月25日发售。印在封面以及CD等之上的文字是由当时Team K的成员小野惠令奈所写的。中心成員由前田敦子擔當。

## 概要
本作为AKB48的第1张由日本唱片协会正式会员单位发行的单曲。由此，AKB48达成了主流出道（メジャーデビュー）的目标。这一消息是于同年8月20日，在AKB48剧场的Team A公演时由剧场支配人户贺崎智信所宣布的。当场公演结束后，运营方向观众发放了关于此事的号外。
在本作发售之前，AKB已经由非协会会员单位的唱片公司（AKS）发售了《樱花的花瓣们》（桜の花びらたち）及《裙襬飄飄》（スカート、ひらり）两张单曲。
自本作起，Team K的成员也开始参加单曲的录制，共同竞争选拔成员的名额。Team K的选拔成员是第一次参加单曲录制。
選拔成員人數比前作增加13名，從7人變為20人。篠田麻里子、秋元才加、梅田彩佳、大島優子、小野惠令奈、河西智美、小林香菜、野呂佳代、松原夏海、宮澤佐江初次進入選拔名單。大江朝美、户岛花、峯岸南自《櫻花花瓣》相隔兩作重返選拔。
本作被视为是AKB48的代表作之一。AKB48以本作首次登上了第58回NHK红白歌合战的舞台。在综艺节目等当中提到AKB48时，使用最多的就是本作。

## 特典
首批通常盘的盘面采用了图片的形式。初回限定盘附带一张特典DVD（内容下述）。
- 发售时在部分CD贩卖店举行了促销活动，向购买者发放了限量的活动参加券（握手会参加券）。
- 为纪念主流出道，发售后举办了数场由选拔成员举办的现场销售会，同时也起到了现场握手会的作用。
- 在出货的CD当中包含了36张金卡作为“惊喜特典”。内容是由在申请时所填写的成员前往当选者的家中，赠送一份私人物品。

## MV
PV的导演继《樱花的花瓣们》后再次由平川雄一朗担任。主角为前田敦子。拍摄是在千叶县馆山市的周边进行的。其中出现的火车站是JR内房线的那古船形站。舞蹈的情景则是在同市南部的州崎灯塔附近。本作的PV首次带有了一些剧情，而非单纯的舞蹈情景。B面曲《但是…》的歌词与A面的部分剧情相通。

## 媒體使用
想见你
- 日本电视台《AKB1时59分!》（AKB1じ59ふん!）、《AKB0时59分!》（AKB0じ59ふん!）、《AKBINGO!》主题歌
- TBS《排名王国》主题歌
- 毎日放送片尾主题歌
- 以此曲参加了第58回NHK红白歌合战。

## 收录曲

### 初回限定盘
1. 《想见你》（会いたかった）[3:48]
作词：秋元康，作曲：BOUNCEBACK，编曲：田口智则、稻留春雄
2. 《但是…》（だけど…）[4:37]
作词：秋元康，作曲：太田美知彦，编曲：藤田哲也
3. 《想见你》(Instrumental)
4. 《但是…》(Instrumental)

DVD
1. 《想见你》 ～Full Version～ PV
2. AKB48 History ～向着主流出道的轨迹～（メジャーデビューへの軌跡）

### 通常盘
1. 《想见你》
2. 《但是…》
3. 《想见你》(Instrumental)
4. 《但是…》(Instrumental)

## 选拔成员

### 想见你
（中心成員：前田敦子）
- Team A：板野友美、大江朝美、大島麻衣、小嶋陽菜、篠田麻里子、高橋南、户岛花、中西里菜、成田梨紗、前田敦子、峯岸南
- Team K：秋元才加、梅田彩佳、大島優子、小野惠令奈、河西智美、小林香菜、野呂佳代、松原夏海、宮澤佐江

### 但是…
- Team A：板野友美、浦野一美、大江朝美、大島麻衣、折井步、川崎希、小嶋陽菜、駒谷仁美、佐藤由加理、篠田麻里子、高橋南、戶島花、中西里菜、成田梨紗、平嶋夏海、星野满、前田敦子、増山加弥乃、峯岸南、渡邊志穂

## 备注
1. ↑  若包含独立制作时期单曲，则为第3张。
2. ↑  . livedoor. 2006-10-25  [2011年2月18日]. （原始内容存档于2013-11-11） （日语）.